# Moïse Lévy
Moïse Lévy (* 12. April 1863 in Gray; † 24. Februar 1944 in Paris) war ein französischer Politiker der Dritten Französischen Republik.

## Leben
Nach seinem Studium in Gray und Nancy kehrte Moïse Lévy nach Gray zurück, um das Handelsunternehmen seines Vaters zu übernehmen. Obwohl er 1914 von der Wehrpflicht befreit war, meldete sich Lévy am zweiten Tag der Mobilmachung zum 52. Territorialinfanterieregiment in Neufchâteau (Vogesen). Auf eigenen Wunsch wurde er einem Marschbataillon zugeteilt. Durch ministeriellen Erlass wurde er zum Ehrenleutnant der Infanterie ernannt. Seit 1894 gehörte er dem Stadtrat von Gray an und wurde 1912 Bürgermeister seiner Heimatstadt. Dieses Amt bekleidete er bis 1925 und wurde 1935 erneut Bürgermeister, nachdem er von 1925 bis 1935 Ehrenbürgermeister gewesen war.
Seit 1919 war er Mitglied des Generalrats des Kantons Gray und wurde später zum Vizepräsidenten der Departementsversammlung gewählt. Ab 1899 beteiligte er sich aktiv an der Gründung und Organisation des Altersheims Cournol-Changey in Gray, einer privaten Einrichtung, die er leitete. Außerdem gründete er für verlassene oder bedürftige Mütter das „Refuge maternel de l’Est“, dem eine Säuglingsstation und ein Kinderheim angegliedert waren. Als Präsident der kantonalen Delegation gründete er 1900 die Höhere Mädchenschule in Gray. Er förderte den gegenseitigen Unterricht, Schulkantinen und Ferienkolonien in seiner Region und beteiligte sich aktiv an der Gründung und Erweiterung des Museums von Gray.
Er kandidierte bei den Senatswahlen 1935 und wurde am 20. Oktober im zweiten Wahlgang mit 439 von 850 Stimmen gewählt. Im ersten Wahlgang hatte er 356 von 850 Stimmen erhalten. Er gehörte der Fraktion der Demokratischen Linken an, war Mitglied des Handelsausschusses und des Zollausschusses und unterbreitete Gesetzesvorschläge zum Personenstandswesen und zu Mietverträgen.
Am 10. Juli 1940 stimmte er für das Ermächtigungsgesetz, das Marschall Philippe Pétain erweiterte Vollmachten einräumte und damit für das Ende der Dritten Republik. Durch einen am 27. November 1941 im Amtsblatt veröffentlichten Beschluss wurde er aus dem öffentlichen Leben entfernt, erhielt die Aufforderung, sein Haus zu verlassen und ging nach Paris, wo die Gestapo aufgrund seines Gesundheitszustands von einer Strafverfolgung absah. Sein jüngster Sohn wurde bei der Deportation getötet.
Er war mit Madeleine Durlach verheiratet und ist der Großvater des französischen Politikers Hervé Maurey.

## Ehrungen
In Gray ist eine Straße nach ihm benannt. Er wurde zum Ritter der Ehrenlegion ernannt, war Officier de l’Instruction publique des Officier de l’Instruction publique und Kommandeur des Ordre du Mérite social.